# Юльял (Кикнурский район)
Юльял — деревня в Кикнурском районе Кировской области.

## География
Находится на расстоянии примерно 10 км по прямой на юго-восток от райцентра поселка  Кикнур.

## История
Известна с 1802 года как деревня Юлеял с населением 52 души мужского пола. В 1873 году здесь (уже Юльял) было учтено дворов 41 и жителей 274, в 1905 (Ульял) 66 и 388, в 1926 105 и 445 (в том числе мари 407), в 1950 (Старый Юльял) 34 и 110, в 1989 году отмечено 149 жителей. Настоящее название закрепилось с 1978 года. До января 2020 года входила в Кикнурское сельское поселение до его упразднения.

## Население
Постоянное население  составляло 125 человек (мари 93%) в 2002 году, 56 в 2010.